# Горинець-Здруй (станція)
Горинець-Здруй (пол. Horyniec-Zdrój) — проміжна залізнична станція на другорядній одноколійній неелектрифікованій лінії 101 Муніна — Гребенне. Розташована у однойменному селі Любачівського повіту Підкарпатського воєводства Польщі. Відповідно до категорії залізничних вокзалів Польщі належить до місцевого вокзалу. 

## Історія
Станція Горинець відкрита 6 липня 1884 році під час будівництва залізниці Ярослав - Любачів - Рава-Руська-Сокаль. З 1934 року станція має назву Горинець-Здруй.

## Пасажирське сполучення
На станції Горинець-Здруй здійснюється лише приміське сполучення. Курсує рейковий автобус, для якого станція є кінцевою. Далі в бік станції Гребенне здійснюється лише епізодичний вантажний рух.
- Ряшів — Горинец-Здруй (2 пари на день);

Лише на час травневих свят та шкільних канікул призначаються два регіональні потяги:
- Ряшів — Замостя
- Ярослав — Люблін